# Seznam poslancev 9. Državnega zbora Republike Slovenije
Seznam poslancev 9. državnega zbora Republike Slovenije, izvoljeni 24. aprila 2022. Poslanci so bili potrjeni na ustanovni seji dne 13. maja 2022.

## Nadomestni poslanci
| Nadomestni poslanec     | Stranka                       | Nadomeščeni poslanec  | Nova funkcija                                         |
| ----------------------- | ----------------------------- | --------------------- | ----------------------------------------------------- |
| Bojan Čebela            | Gibanje Svoboda               | Robert Golob          | Predsednik Vlade Republike Slovenije                  |
| Tomaž Lah               | Gibanje Svoboda               | Barbara Kolenko Helbl | Generalna sekretarka vlade RS                         |
| Jonas Žnidaršič         | Socialni demokrati            | Tanja Fajon           | Ministrica za zunanje zadeve RS                       |
| Soniboj Knežak          | Socialni demokrati            | Matjaž Han            | Minister za gospodarstvo RS                           |
| Aleksander Prosen Kralj | Gibanje Svoboda               | Matej Arčon           | Minister brez resorja, pristojen za Slovence po svetu |
| Milan Jakopovič         | Levica                        | Luka Mesec            | Minister za delo, družino, socialne zadeve            |
| Andrej Kosi             | Slovenska demokratska stranka | Janez Magyar          | Župan občine Lendava                                  |
| Jurij Lep               | Gibanje Svoboda               | Martin Marzidovšek    | Odstopil s poslanske funkcije                         |
| Dejan Süč               | Gibanje Svoboda               | Dejan Zavec           | Odstopil s poslanske funkcije                         |
| Uroš Brežan             | Gibanje Svoboda               | Mateja Čalušić        | Ministrica za kmetijstvo, gozdarstvo in prehrano      |
| Branko Zlobko           | Gibanje Svoboda               | Monika Pekošak        | Odstopila s poslanske funkcije                        |
| Andrej Poglajen         | Slovenska demokratska stranka | Branko Grims          | Evropski poslanec                                     |
| Franc Medic             | Nova Slovenija                | Matej Tonin           | Evropski poslanec                                     |

## Poslanci

### Gibanje Svoboda
| Poslanec                | Enota              | Okraj                               |
| ----------------------- | ------------------ | ----------------------------------- |
| Katarina Štravs         | Kranj              | Jesenice                            |
| Alma Intihar            | Kranj              | Radovljica 2                        |
| Andreja Kert            | Kranj              | Kranj 1                             |
| Sandra Gazinkovski      | Kranj              | Kranj 2                             |
| Borut Sajovic           | Kranj              | Tržič                               |
| Robert Janev            | Postojna           | Izola                               |
| Tamara Kozlovič         | Postojna           | Koper 1                             |
| Mateja Čalušić          | Postojna           | Koper 2                             |
| Andreja Živic           | Postojna           | Sežana                              |
| Matej Arčon             | Postojna           | Nova Gorica 1, Nova Gorica 2        |
| Mojca Šetinc Pašek      | Ljubljana Center   | Ljubljana Vič - Rudnik 2            |
| Lucija Tacer            | Ljubljana Center   | Ljubljana Vič - Rudnik 3            |
| Robert Golob            | Ljubljana Center   | Ljubljana Center, Ljubljana Šiška 1 |
| Lenart Žavbi            | Ljubljana Center   | Ljubljana Šiška 2                   |
| Urška Klakočar Zupančič | Ljubljana Center   | Ljubljana Šiška 3                   |
| Miroslav Gregorič       | Ljubljana Bežigrad | Ljubljana Moste - Polje 2           |
| Martin Premk            | Ljubljana Bežigrad | Ljubljana Moste - Polje 3           |
| Mirjam Bon Klanjšček    | Ljubljana Bežigrad | Ljubljana Bežigrad 1                |
| Tereza Novak            | Ljubljana Bežigrad | Ljubljana Bežigrad 2                |
| Monika Pekošak          | Ljubljana Bežigrad | Domžale 2                           |
| Miha Lamut              | Celje              | Celje 1                             |
| Janja Sluga             | Celje              | Celje 2                             |
| Aleš Rezar              | Celje              | Žalec 1                             |
| Dean Premik             | Celje              | Žalec 2                             |
| Dušan Stojanovič        | Celje              | Slovenj Gradec                      |
| Jožica Derganc          | Novo mesto         | Novo mesto 2                        |
| Nataša Avšič Bogovič    | Novo mesto         | Brežice                             |
| Tamara Vonta            | Novo mesto         | Krško                               |
| Franc Props             | Novo mesto         | Litija                              |
| Gašper Ovnik            | Novo mesto         | Hrastnik - Trbovlje                 |
| Teodor Uranič           | Novo mesto         | Zagorje                             |
| Andreja Rabenšu         | Maribor            | Maribor 2                           |
| Lena Grgurevič          | Maribor            | Maribor 4                           |
| Barbara Kolenko Helbl   | Maribor            | Maribor 5                           |
| Rastislav Vrečko        | Maribor            | Maribor 6                           |
| Martin Marzidovšek      | Maribor            | Maribor 7                           |
| Sara Žibrat             | Ptuj               | Ljutomer                            |
| Tine Novak              | Ptuj               | Murska Sobota 2                     |
| Vera Granfol            | Ptuj               | Gornja Radgona                      |
| Darko Krajnc            | Ptuj               | Pesnica                             |
| Dejan Zavec             | Ptuj               | Ptuj 2                              |

### Slovenska demokratska stranka
| Poslanec           | Enota              | Okraj                     |
| ------------------ | ------------------ | ------------------------- |
| Janez Janša        | Ljubljana Bežigrad | Grosuplje, Ivančna Gorica |
| Branko Grims       | Kranj              | Kranj 3                   |
| Andrej Hoivik      | Kranj              | Škofja Loka 1             |
| Žan Mahnič         | Kranj              | Škofja Loka 2             |
| Danijel Krivec     | Postojna           | Tolmin                    |
| Zvone Černač       | Postojna           | Postojna                  |
| Eva Irgl           | Postojna           | Ajdovščina                |
| Zoran Mojškerc     | Ljubljana Center   | Logatec                   |
| Alenka Jeraj       | Ljubljana Center   | Ljubljana Vič - Rudnik 1  |
| Anže Logar         | Ljubljana Center   | Ljubljana Vič - Rudnik 4  |
| Jože Tanko         | Ljubljana Bežigrad | Ribnica                   |
| Rado Gladek        | Ljubljana Bežigrad | Domžale 1                 |
| Jelka Godec        | Celje              | Šentjur                   |
| Jožef Jelen        | Celje              | Mozirje                   |
| Franc Rosec        | Celje              | Velenje 2                 |
| Alenka Helbl       | Celje              | Radlje                    |
| Anja Bah Žibert    | Novo mesto         | Novo mesto 1              |
| Franci Kepa        | Novo mesto         | Trebnje                   |
| Tomaž Lisec        | Novo mesto         | Sevnica                   |
| Anton Šturbej      | Maribor            | Šmarje pri Jelšah         |
| Karmen Furman      | Maribor            | Slovenska Bistrica        |
| Bojan Podkrajšek   | Maribor            | Slovenske Konjice         |
| Dejan Kaloh        | Maribor            | Maribor 3                 |
| Janez Magyar       | Ptuj               | Lendava                   |
| Franc Breznik      | Ptuj               | Lenart                    |
| Jožef Lenart       | Ptuj               | Ptuj 1                    |
| Suzana Lep Šimenko | Ptuj               | Ptuj 3                    |

### Nova Slovenija - Krščanski demokrati
| Poslanec            | Enota              | Okraj                           |
| ------------------- | ------------------ | ------------------------------- |
| Matej Tonin         | Kranj              | Kranj 3, Kamnik                 |
| Janez Žakelj        | Kranj              | Škofja Loka 2                   |
| Jernej Vrtovec      | Postojna           | Ajdovščina                      |
| Iva Dimic           | Ljubljana Center   | Logatec                         |
| Janez Cigler Kralj  | Ljubljana Bežigrad | Ribnica - Dobrepolje, Domžale 1 |
| Aleksander Reberšek | Celje              | Žalec 2                         |
| Vida Čadonič Špelič | Novo mesto         | Novo mesto 1                    |
| Jožef Horvat        | Ptuj               | Lendava                         |

### Socialni demokrati
| Poslanec        | Enota              | Okraj             |
| --------------- | ------------------ | ----------------- |
| Tanja Fajon     | Ljubljana Center   | Ljubljana Šiška 2 |
| Meira Hot       | Postojna           | Piran             |
| Predrag Baković | Ljubljana Bežigrad | Kočevje           |
| Jani Prednik    | Celje              | Ravne na Koroškem |
| Matjaž Han      | Novo mesto         | Laško             |
| Bojana Muršič   | Maribor            | Ruše              |
| Damijan Zrim    | Ptuj               | Murska Sobota 1   |

### Levica
| Poslanec             | Enota              | Okraj                |
| -------------------- | ------------------ | -------------------- |
| Tatjana Greif        | Maribor            | Maribor 4            |
| Miha Kordiš          | Kranj              | Škofja Loka 1        |
| Luka Mesec           | Ljubljana Center   | Ljubljana Center     |
| Nataša Sukič         | Ljubljana Bežigrad | Ljubljana Bežigrad 2 |
| Matej Tašner Vatovec | Postojna           | Koper 1              |

### Samostojna poslanka
| Poslanec           | Enota            | Okraj                    |
| ------------------ | ---------------- | ------------------------ |
| Mojca Šetinc Pašek | Ljubljana Center | Ljubljana Vič - Rudnik 2 |

### Predstavnik italijanske narodne manjšine
- Felice Žiža

### Predstavnik madžarske narodne manjšine
- Ferenc Horvath